# Campylidium porphyreticum
Campylidium porphyreticum là một loài Rêu trong họ Amblystegiaceae. Loài này được (Müll. Hal.) Ochyra mô tả khoa học đầu tiên năm 2003.